# Fridrich z Antiochie
Fridrich z Antiochie (italsky Federico di Antiochia, 1222–1224? – 1256, Foggia) byl hrabě z Alby, Celana a Loreta a říšský vikář v Toskánsku.

## Život
Narodil se jako levoboček císaře Fridricha II. a blíže neznámé matky. Během svého života podporoval bratra Manfréda.
V roce 1239 se oženil s Markétou (Margherita) z Poli, dcerou římského senátora. Měli tři děti:
- Konrád (Corrado) z Antiochie († po roce 1301), hrabě z Alby, Celana a Loreta
- Markéta (Margherita) z Antiochie
- Filipa (Filippa) z Antiochie († 1273 v zajetí), vdaná za Manfreda II. markýze z Maletty

Zemřel roku 1256 a byl pohřben v Palermu.